# Успенский старообрядческий мужской монастырь
Успенский старообрядческий мужской монастырь — бывший мужской монастырь старообрядцев, который существовал в городе Черкассы.

## История
Со второй половины XVIII века в Черкассах начали поселяться старообрядцы (раскольники). Уже к XIX веку они имели приходскую церковь в черте города и два монастыря в окрестностях. Один был женским, а другой мужским. Последний находился в 5 верстах от города на высоком берегу Днепра. Основан был монахом Пименом. Спустя 10 лет, 1820 г. он был перенесен на современное место по причине постоянного подтопления весной.
Монастырь имел две деревянные церкви:
- Успения Пресвятой Богородицы
- Преподобного Сергея и Филиппа Московского с двумя престолами

Монастырь имел 11 келий, общую трапезную и хозяйственные постройки. По состоянию на 1830 год в нем было 33 монаха и послушника, в 1839 — 23, 1853 — 7 монахов и 17 послушников, 1854 — 10 человек, 1860 - 10 монашеских старцев и 16 лиц, В 1889 году — 23 монаха и 27 послушников, в 1903 году — 35 человек, в 1907 году — 24 человека. В 1848 среди послушников находился купец Стефан Григорьевич Лифенцов.
В советское время в помещении монастыря была расположена валяльная фабрика.